# Ist ja irre – Nur nicht den Kopf verlieren
Ist ja irre – Nur nicht den Kopf verlieren (Originaltitel: Don’t Lose Your Head) ist der 13. Film aus der Carry-On-Filmreihe.

## Inhalt
Frankreich während der Französischen Revolution: Madame Guillotine hält blutige Ernte. Bürger Camembert, Chef der Geheimpolizei, und sein Assistent Bürger Bidet sind zufrieden. Ein adeliger Kopf nach dem anderen landet im Korb. Doch dann gibt es ein ungeahntes Problem. Ein unbekannter, maskierter Mann – der schwarze Fingernagel – und dessen Komplize retten die just vor der Hinrichtung stehenden Delinquenten. Diese beiden Streiter für den Adel, in Wahrheit Sir Rodney Ffing und Lord Dacy Pue, adelige Müßiggänger und Dandys aus England, torpedieren die schöne heile Welt der Revolution.
Nachdem der schwarze Fingernagel auch noch den Comte de Pommfrit, den Anführer der Royalisten, vor der Guillotine rettet, fordert Bürger Robespierre endlich Ergebnisse, sonst würde er Camembert hinrichten lassen. 
Diesem und Bidet gelingt es, Ffing, Pue und den Comte de Pommfrit auf deren Flucht nach England aufzuspüren. Die drei entkommen nur durch die Hilfe der jungen Französin Jacqueline, die Ffing zufällig trifft und sich in ihn verliebt. Camembert jedoch nimmt Jacqueline gefangen und da er ahnt, dass sich auch der schwarze Fingernagel in Jacqueline verliebt hat, will er sie benutzen, um seinen Feind in eine Falle zu locken. Als französischer Exiliant Comte de la Plume de Matante verkleidet reist Camembert mit Bidet und seiner Geliebten Désirée nach England und kann dort sowohl Ffings Identität herausfinden als auch diesem die Nachricht zukommen lassen, dass Jacqueline hingerichtet werden soll.
Ffing, Pue und Comte de Pommfrit kehren sofort zurück nach Frankreich, wo Camembert und Bidet ihn erwarten und festnehmen wollen. Auf dem Chateau Neuf, dem Schloss eines hingerichteten Adeligen, das Camembert sich selbst übertragen hat, kommt es zum finalen Kampf. Da Ffing mit Jacqueline und seinen Helfern die Flucht gelingt, schickt Robespierre Camembert und Bidet auf die Guillotine. Im letzten Moment gibt sich Ffing als der Henker zu erkennen und löst dann das Fallbeil aus.

## Bemerkungen
Dieser Film ist eine Persiflage auf die Verfilmungen des Romans Scarlet Pimpernel oder Das scharlachrote Siegel von Emmuska Orczy, in dem eine Gruppe englischer Adeliger erfolgreiche Versuche unternimmt, französische Adlige vor dem Schafott zu bewahren.
Mit diesem Film wechselt die Produktion von Anglo-Amalgamated Productions zu The Rank Organisation. Um auf dem amerikanischen Markt besser mit der Reihe Fuß fassen zu können, verzichtete man hier zum ersten Mal zunächst (bei aber insgesamt nur zwei Filmen) auf den Standard-Carry-On-Titel für den internationalen Markt. Die anhaltende Popularität der Serie bewog Rank jedoch, das Präfix zu den Titeln dieses und des folgenden Films, Ist ja irre – In der Wüste fließt kein Wasser (Follow That Camel), hinzuzufügen, als sie wiederveröffentlicht wurden.
In der deutschen Fernsehfassung wurde das Ende der letzten Szene geschnitten. So erfahren Camembert und Bidet noch, dass ihr Henker der schwarze Fingernagel ist, das Auslösen des Fallbeils wurde entfernt. In der DVD-Fassung (2009) ist dies wieder vorhanden.
Weiterhin ist in der Originalfassung eine Szene angefügt, in der Ffing in England Jacqueline, die Lady Ffing wird, heiratet, während er sein Versprechen an Desirée einlöst, die den Herzog von Pommfrit (da er einen Titel hat) geheiratet hat, sehr zu ihrem eigenen Leidwesen.
In den USA wurde der Film auch als Carry On Pimpernel gezeigt.

## Synchronisation
Die deutsche Synchronbearbeitung entstand 1987 im Auftrag des ZDF unter der Dialogregie von Edgar Ott.
| Rolle            | Darsteller        | Synchronsprecher |
| ---------------- | ----------------- | ---------------- |
| Sir Rodney Ffing | Sidney James      | Edgar Ott        |
| Camembert        | Kenneth Williams  | Stefan Behrens   |
| Lord Darcy       | Jim Dale          | Uwe Paulsen      |
| Duc de Pommfrit  | Charles Hawtrey   | Wilfried Herbst  |
| Robespierre      | Peter Gilmore     | Claus Jurichs    |
| Desirée Dubarry  | Joan Sims         | Edeltraut Elsner |
| Bidet            | Peter Butterworth | Gerd Duwner      |
| Jacqueline       | Dany Robin        | Katja Nottke     |

## Kritiken
- „(…) der „schwarze Fingernagel“, Symbol der (schmuddeligen) Puder- und Perückenkaste, ist hier ein Signal für fröhliche Aktion und knalligen Humor.“ (Wertung: 2 Sterne = durchschnittlich) – Adolf Heinzlmeier und Berndt Schulz in Lexikon „Filme im Fernsehen“(Erweiterte Neuausgabe). Rasch und Röhring, Hamburg 1990, ISBN 3-89136-392-3, S. 410

## DVD-Veröffentlichung
- Ist ja irre – Nur nicht den Kopf verlieren. AmCo/MMP 2006